# HD190850
HD190850 — хімічно пекулярна зоря спектрального класу A2, що має видиму зоряну величину в смузі V приблизно  7,6.
Вона  розташована на відстані близько 410,8 світлових років від Сонця.